# Trichodiadema fergusoniae
Trichodiadema fergusoniae är en isörtsväxtart som beskrevs av L. Bol. Trichodiadema fergusoniae ingår i släktet Trichodiadema och familjen isörtsväxter. Inga underarter finns listade i Catalogue of Life.